# Bremen (Schiff, 1897)
Der Doppelschraubendampfer Bremen wurde auf der Schichau-Werft in Danzig für den Norddeutschen Lloyd als Reichspostdampfer für den Australiendienst gebaut. Sie wurde als viertes Schiff der Barbarossa-Klasse fertiggestellt. Sie besaß (wie ihre Schwesterschiffe) zwei Schornsteine und zwei Masten.

## Einsatz

### Reichspostdampfer / Doppelschrauben-Salonpostdampfer

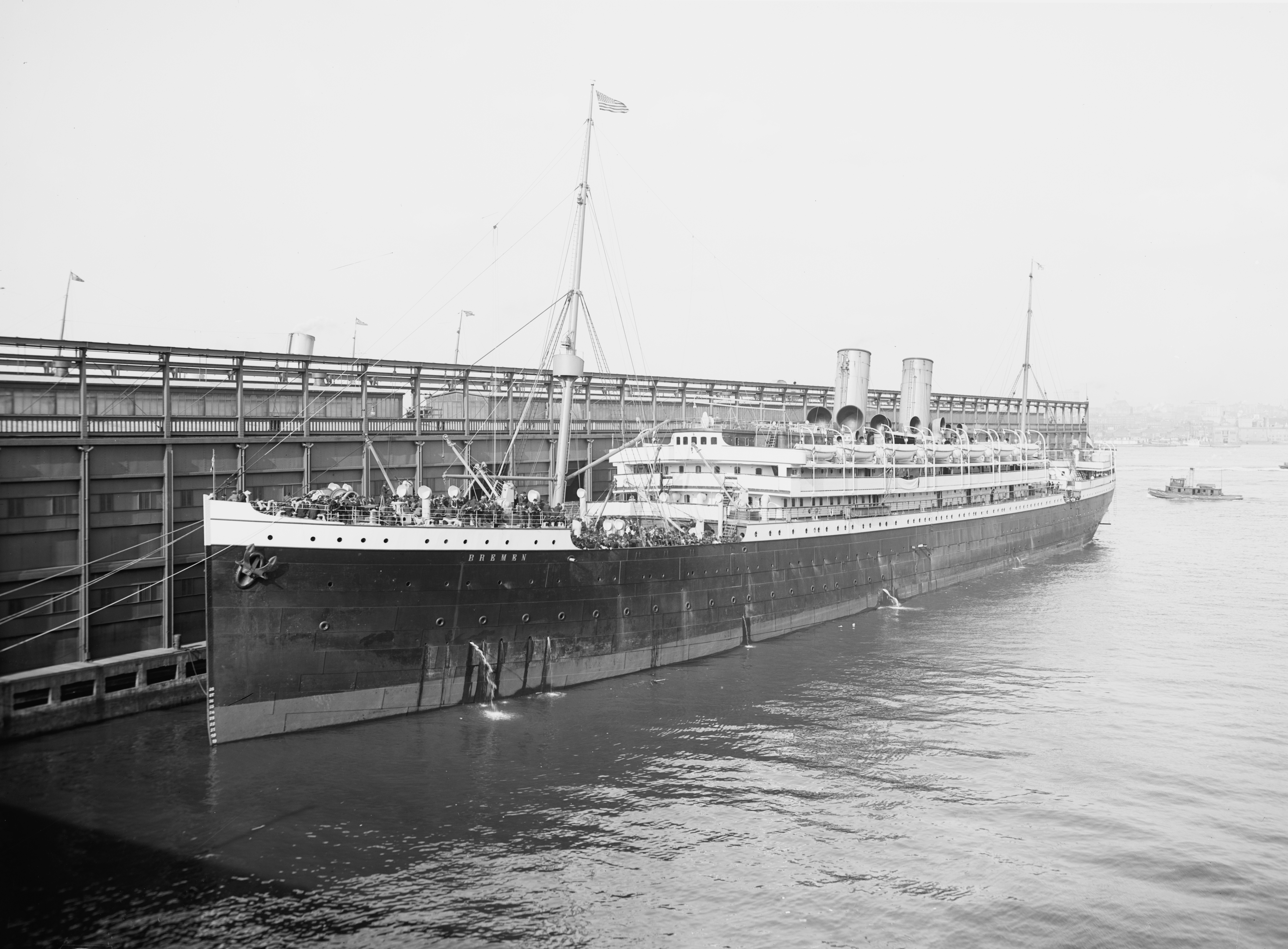
Die Bremen nach ihrem Umbau in New York, zirka 1905

Am 5. Juni 1897 startete die Bremen von Bremerhaven aus zu ihrer Jungfernreise via Southampton nach New York City. Am 20. Oktober 1897 wurde sie wie geplant als Reichspostdampfer auf der Strecke Bremen–Sues–Australien eingesetzt.
Am 30. Juni 1900 wurde das Schiff zusammen mit zwei weiteren Lloyd-Dampfern bei dem Großbrand des Piers in Hoboken in New York schwer beschädigt. Die beiden Dampfer Saale und Main brannten völlig aus. Das Feuer an der zu großen Teilen aus Holz bestehenden Pier entstand vermutlich durch Selbstentzündung dort gelagerter Baumwolle. 300 Menschen kamen ums Leben.
Nach Reparatur und Umbau auf der Werft AG Vulcan Stettin nahm die Bremen am 12. Oktober 1901 ihre Bremen-New York-Reisen wieder auf. Sie war im Zuge der Instandsetzung verlängert worden und hatte vergrößerte Passagiereinrichtungen. Die Bremen begründete die Bremen-Klasse des Norddeutschen Lloyd, zu der alle seine Doppelschrauben-Salonpostdampfer unterschiedlicher Bauart gehörten. Diese Klasse stand für eine luxuriöse, bequeme Überfahrt, die sich nicht an der Geschwindigkeit der zwei bis drei Tage schnelleren Atlantikliner des NDL-„Vierschornsteinquartetts“ orientierte.
Am 27. September 1911 begann die Bremen ihre 16. und letzte Bremen–Australien–Fahrt.
Am 20. April 1912 durchquerte sie auf einer New York-Fahrt das Trümmerfeld, das von der gesunkenen Titanic hinterlassen worden war. Passagiere und Besatzungsmitglieder berichteten sowohl von Hunderten treibender Leichen als auch von im Meer schwimmenden Deckstühlen und Holzteilen. Da die „White Star Line“ bereits eigens ein Schiff gechartert hatte, um die Leichen zu bergen, beteiligte sich die Bremen an dieser Aufgabe nicht. Am 20. Juni 1914 begann sie ihre letzte Bremen–New York–Reise.
Für die Dauer des Ersten Weltkriegs wurde sie im August 1914 in Bremerhaven aufgelegt. Vom 9. Oktober bis zum 17. Dezember 1918 wurde sie als Transporter von der Kaiserlichen Marine genutzt.

### Nachkriegseinsatz
Nach dem Krieg wurde das Schiff als Reparationsleistung am 4. April 1919 an „Shipping Controller“, London abgeliefert und von der „Peninsular and Oriental Steam Navigation Company“ („P & O“) bereedert.
Im Februar 1921 wurde die Bremen an die Byron SS Co. in London verkauft, die sie in Constantinople umbenannte und im Constanza–Konstantinopel–Piräus–New York-Dienst einsetzte. Diese Reederei setzte von 1924 bis 1932 auch das Schwesterschiff Königin Luise als Edison ein. 1923 wurde die Constantinople für die „National SN Co.“ in Panama registriert. 1924 erfolgte die Umbenennung in King Alexander. 1929 wurde das Passagierschiff schließlich in Venedig abgewrackt.

### Kapitäne derBremen
| Nr. | Name            | Lebensdaten | Borddienst          | Bemerkung |
| --- | --------------- | ----------- | ------------------- | --- |
| 1   | Richard Nierich |             | April 1899 bis 1907 | Nierich war 1877 beim Lloyd eingetreten, 1889 Kapitän geworden und hatte ab April 1899 das Kommando über die Bremen (II). 1904 wurde er für seine 100. Ozeanüberquerung vom Norddeutschen Lloyd mit einem Ehrengeschenk ausgezeichnet. Von September 1907 bis November 1912 diente er auf dem Doppelschrauben-Schnelldampfer Kronprinz Wilhelm. |